# Riserva naturale orientata Torre Salsa
La riserva naturale orientata Torre Salsa è un'area naturale protetta situata nel comune di Siculiana, in provincia di Agrigento. La riserva è stata istituita nel 2000 dalla Regione Sicilia e affidata in gestione al WWF Italia.

## Territorio

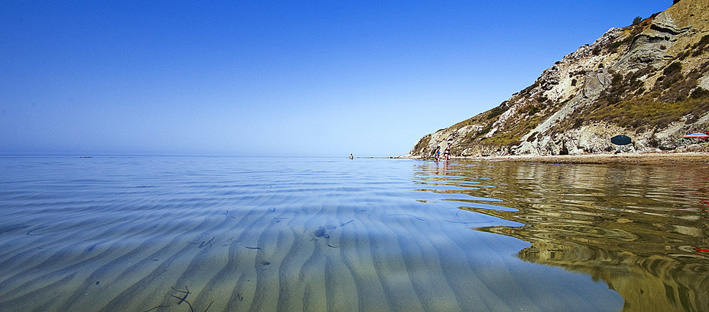
La spiaggia di Torre Salsa

Il territorio della riserva si estende per 761,62 ha (di questi oltre 300 ettari di proprietà privata) in provincia di Agrigento nel comune di Siculiana.
Il suo litorale si estende lungo la costa per circa 6 chilometri, da Siculiana a Eraclea Minoa, dove si alternano falesie più o meno ripide, dune e spiagge.
Dal punto di vista geologico il territorio è caratterizzato dalla presenza di rocce sedimentarie denominate evaporiti, appartenenti alla serie gessoso-solfifera, le cui caratteristiche sono evidenti soprattutto nella falesia costiera e nelle cave.
A ridosso della falesia vi sono dei terrazzi naturali dove scorrono i torrenti Cannicella ed Eremita e dove si è maggiormente sviluppato il paesaggio agrario. Dal lato opposto a quello della falesia si possono vedere il monte Stella (148,40 m s.l.m.), con un versante a strapiombo sul mare, il monte Cupolone (170 m s.l.m.), dove si trovano i resti delle cave di materiali inerti e il monte Eremita (162,50 m s.l.m.).
Tra il monte Eremita e il promontorio della Salsa, in un'ampia depressione detta "Pantano", scorre il torrente Salso.
Sul promontorio della Salsa si trova il rudere della torre omonima, costruita per la difesa delle coste siciliane dalle incursioni saracene nella seconda metà del XVI secolo.
Nell'area vi sono inoltre i resti di un'altra torre ("torre Pantano"), e di quattro tombe risalenti all'epoca bizantina; infine lungo una mulattiera in abbandono, vi è una piccola "calcara", testimonianza delle tecniche utilizzate in passato per la produzione del gesso, e diverse case rurali di interesse storico-architettonico.
L'accesso è da via Roma, 156/D, Siculiana.

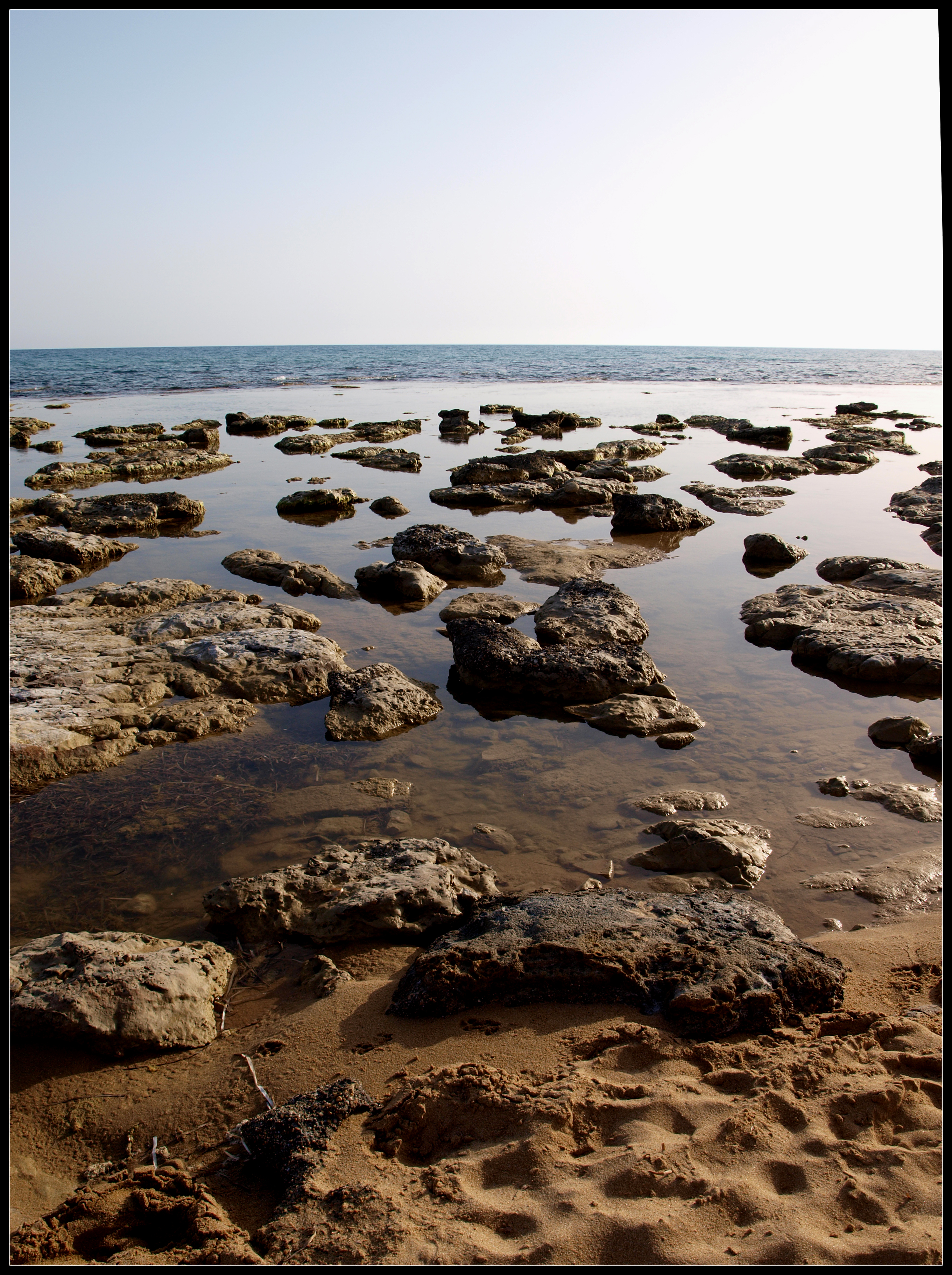
Rocce verso il mare
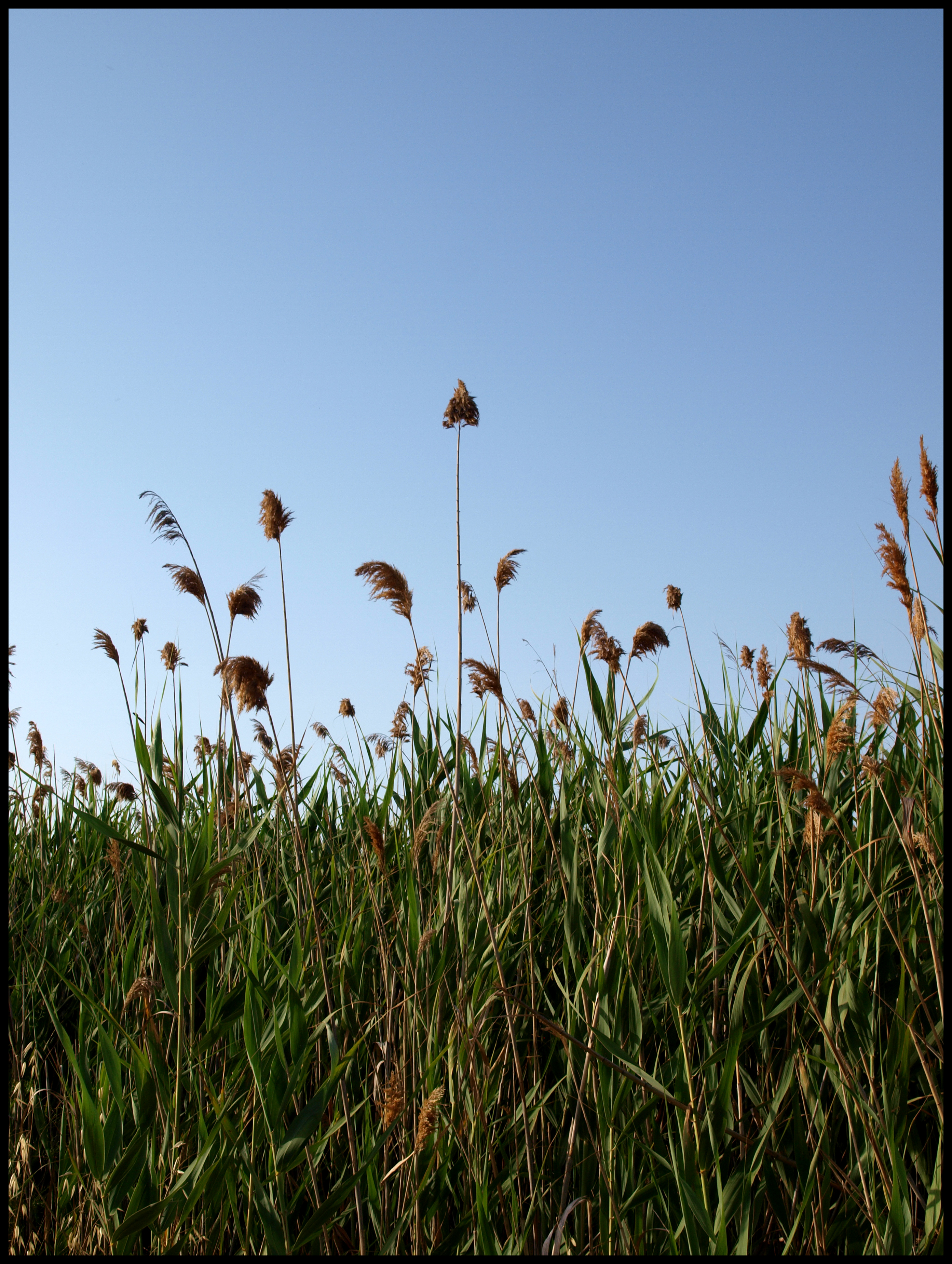
Canneto
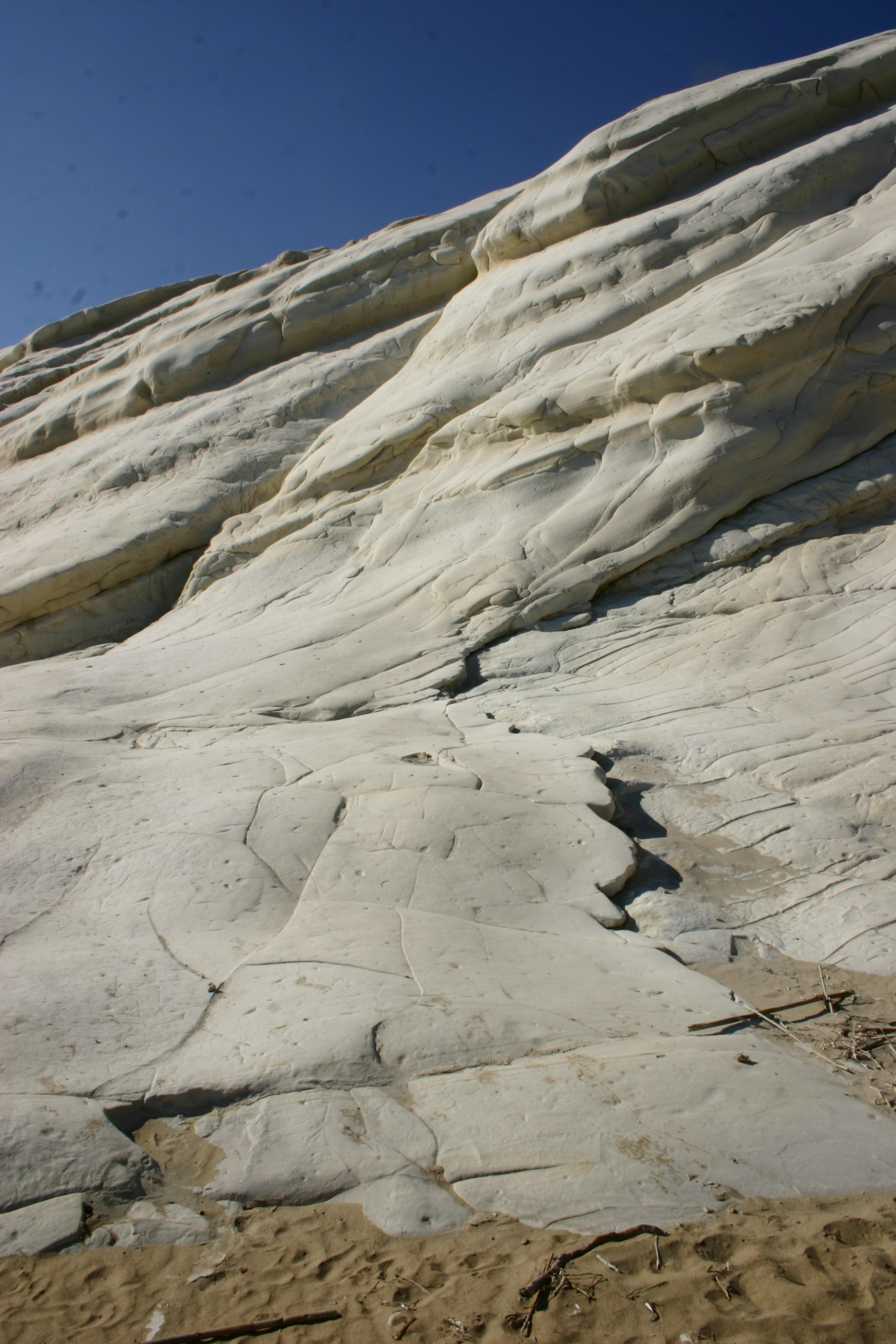
Marne nella riserva

## Flora
La riserva di Torre Salsa vanta uno dei pochi esempi integri di ambiente dunale sopravvissuti in Sicilia.

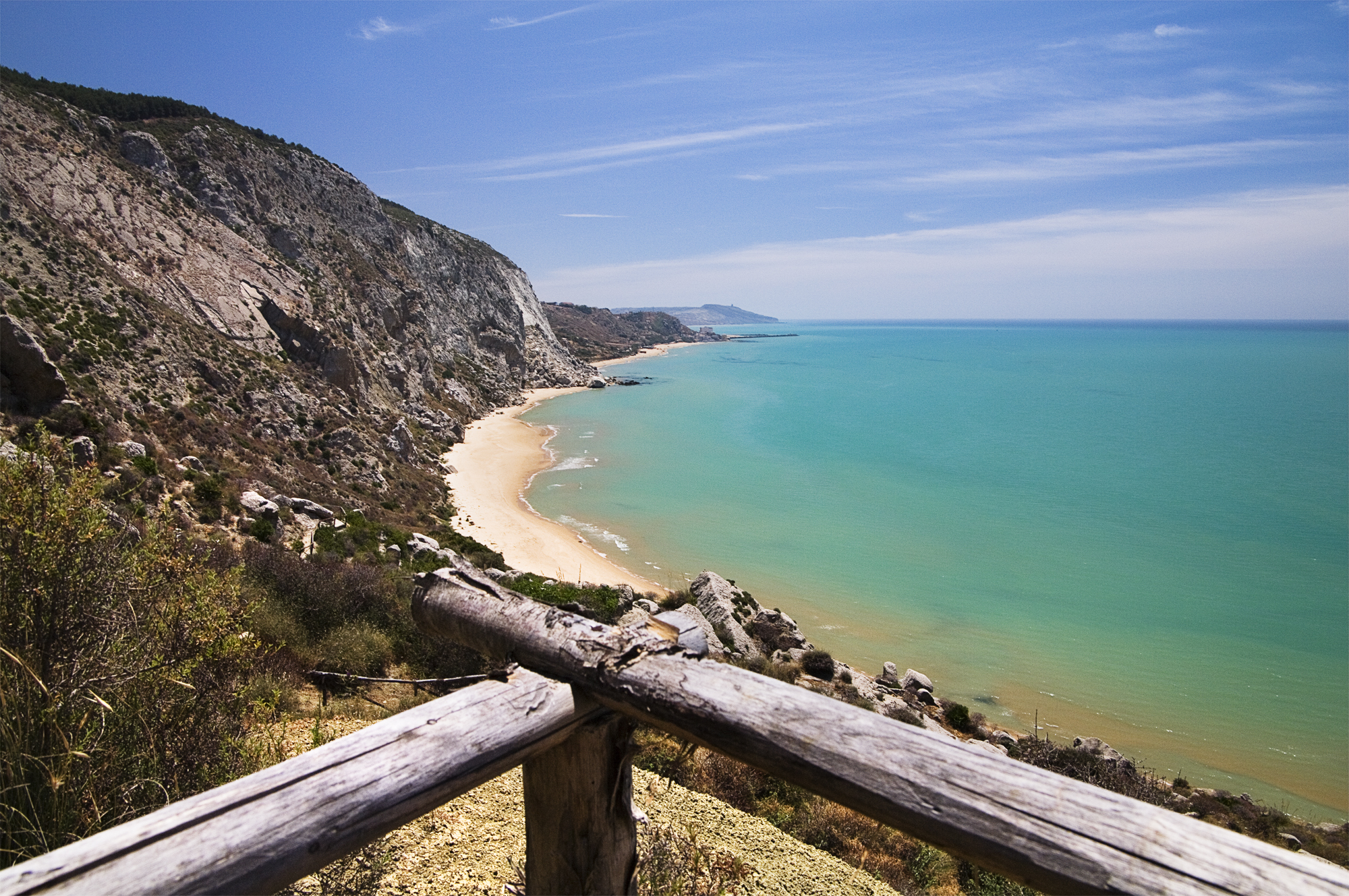
La riserva vista dall'alto

La successione vegetazionale ha inizio a ridosso della linea di costa con le piante pioniere, specie a ciclo vegetativo breve e adattate a vivere in habitat con condizioni estreme, quali il ravastrello marittimo (Cakile maritima) o la Salsola soda e Salsola kali. Seguono le dune embrionali e le prime formazioni dunali dove crescono la gramigna delle spiagge (Agropyron junceum), la santolina delle spiagge (Othanthus maritimus), l'erba medica marina (Medicago marina) e la calcatreppola (Eryngium maritimum), che resistono al seppellimento e alle ostili condizioni ambientali attraverso particolari adattamenti (rizomi striscianti sotto la sabbia, foglie coriacee o ricche di pelosità per proteggere la pianta da un'eccessiva traspirazione); seguono poi le dune mobili, dove crescono lo sparto pungente (Ammophila littoralis), la pannocchina dei lidi (Aeluropus litoralis), la carota spinosa (Echinofora spinosa) e il giglio marino (Pancratium maritimum). Queste piante partecipano tutte al consolidamento del suolo sabbioso.
Nella zona postdunale vivono la finocchiella mediterranea (Seseli tortuosum), la cardogna comune (Scolymus hispanicus), la carlina siciliana (Carlina sicula), lo zigolo delle spiagge (Cyperus capitatus), la liquirizia (Glycyrrhiza glabra), la canna d'Egitto (Saccharum spontaneum) e le tamerici (Tamarix africana).
La zona denominata "Pantano" è caratterizzata da forti variazioni stagionali del tasso di salinità della falda (quando le precipitazioni sono scarse la salinità è accentuata) e nella stagione invernale è soggetta a frequenti esondazioni naturali. In questa zona si trova un importante insediamento di piante alofite, specializzate a sopportare acqua con elevate concentrazioni saline, e di vegetazione idrofila: cannucce di palude (Phragmites australis), la lisca (Typha latifolia), il cardo cretico (Cirsium creticum), il trifoglio di palude (Lotus rectus), la convolvulacea alofita (Cressa cretica), la salicornia fruticosa (Salicornia fruticosa), qualche cespuglio di atriplice portulacoide (Atriplex portulacoides) e varie specie di giunchi e di tamerici.

## Fauna
Le zone più interessanti per quanto riguarda la diffusione di fauna sono quella del Pantano e quella in prossimità della duna.
Fra i mammiferi si annovera l'istrice (Hystrix cristata), specie protetta da leggi nazionali e direttive comunitarie.

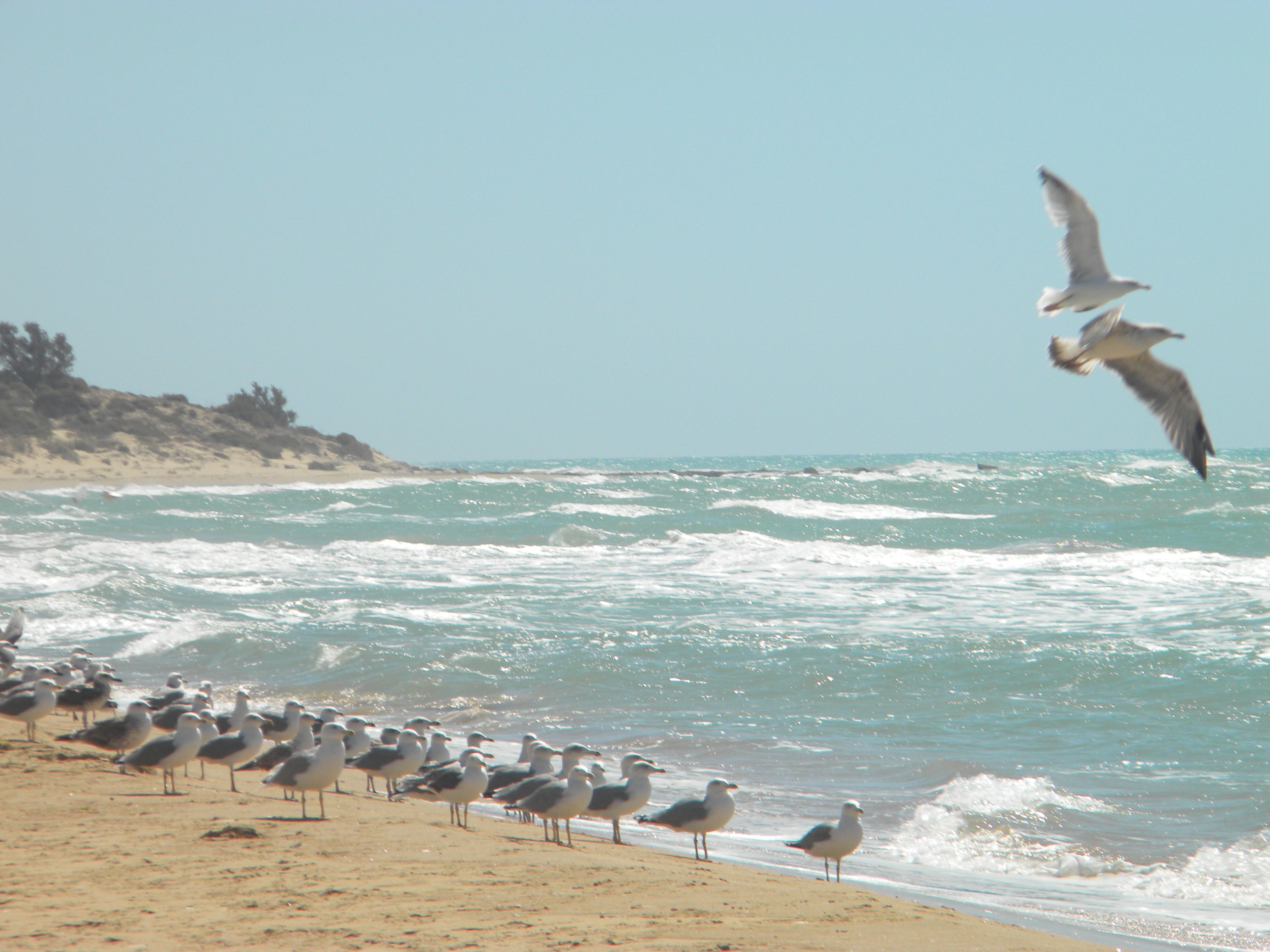
Gabbiani

Le specie di uccelli nidificanti nell'area sono una trentina. Le più interessanti risultano essere la cannaiola (Acrocephalus scirpaceus), l'usignolo (Luscinia megarhynchos) e l'usignolo di fiume (Cettia cetti); tra i rapaci il falco pellegrino (Falco peregrinus), la poiana (Buteo buteo), il gheppio (Falco tinnunculus), la civetta e il barbagianni. Si possono inoltre osservare il passero solitario (Monticola solitarius) e la cappellaccia (Galerida cristata).
Nelle scogliere basse sono presenti l'airone cenerino (Ardea cinerea), la garzetta (Egretta garzetta), la spatola (Platalea leucorodia). Sulla spiaggia sono numerosissimi i gabbiani reali mediterranei (Larus cachinnans), ma anche i gabbiani comuni (Chroicocephalus ridibundus) e i gabbiani corallini (Ichthyaetus melanocephalus); durante le migrazioni si osservano il piro piro piccolo (Actitis hypoleucos), gruccioni (Merops apiaster) corrieri e pivieri (Charadrius). Nelle aree alberate trovano rifugio le tortore (Streptopelia turtur) e i colombacci.
Le spiagge sono spesso frequentate dalla tartaruga marina (Caretta caretta), che vi depone le uova. Nel Pantano vivono l'endemica testuggine palustre siciliana (Emys trinacris) e il ramarro (Lacerta bilineata).
La varietà di habitat favorisce la presenza di diverse specie di insetti, come il monarca africano (Danaus plexippus), farfalla di origine nordafricana, e la sfinge dell'euforbia (Hyles euphorbiae).
Nella zona dunale, nello sparto pungente, si è osservata l’Ochrilidia sicula, un ortottero endemico della Sicilia.

## Accesso
L'ufficio della riserva è in via Roma 156/D, a Siculiana. la riserva è accessibile da quattro punti Ingresso Centro Visite F. Galia, ingresso Cannicella e ingresso eremita (questi tre situati lungo la Strada Provinciale 75 ed ingresso Pantano (dalla Strada Statale uscita montallegro) seguire le indicazioni per la riserva - nel periodo invernale è sconsigliabile abbandonare i tratti asfaltati - nel periodo estivo per arrivare al parcheggio privato entrare da Eremita o Pantano procedendo con prudenza, poiché si tratta di strade sterrate ad uso agricolo.

## I Campi di volontariato
Ogni anno presso la R.N.O. Torre Salsa l'associazione Archelon in collaborazione col WWF organizza campi di volontariato per la Tutela e la Salvaguardia della Tartaruga Marina (Caretta caretta) e del suo habitat.
Le attività principali del campo di volontariato sono:
1. Pulizia e monitoraggio spiaggia al fine di rendere le spiagge sicure e rinvenire ovodeposizioni di tartarughe marine (Progetto Tartarughe del WWF);
2. Monitoraggio eventuali nidi rinvenuti (Progetto Tartarughe del WWF);
3. Trasporto tartarughe ferite al Porto di Porto Empedocle per imbarcarle verso Lampedusa, dove si trova il Centro di Recupero per la cura delle Tartarughe marine;
4. Liberazioni pubbliche tartarughe curate inviate dal Centro di Recupero di Lampedusa;
5. In spiaggia: sensibilizzazione sulle tematiche di sostenibilità, responsabilità sociale e tutela ambientale con i bagnanti, e attività ludiche di sensibilizzazione con i bambini;
6. Affiancamento al Personale WWF per il supporto nelle attività di manutenzione dei sentieri, pulizia della spiaggia e del territorio della riserva, avvistamento incendi;
7. Sarà possibile visitare l'oasi sotto la guida del Personale WWF all'interno della Riserva Torre Salsa.
8. Si potranno organizzare visite e gite a siti naturalistici, storici ed archeologici nelle vicinanze della riserva (Templi di Agrigento, Scala dei Turchi).